# إشارة حد أدنى للكشف
إشارة الحد الأدنى للكشف (بالإنجليزية: Minimum detectable signal) هي إشارة عند إدخال نظام تسمح طاقته بالكشف عن الضجيج الإلكتروني الخلفي لنظام الكاشف. يمكن تعريفها بالتناوب على أنها إشارة تنتج نسبة إشارة إلى ضجيج بقيمة معينة m عند الخارج. من الناحية العملية، يتم اختيار m عادةً ليكون أكبر من الوحدة. في بعض العمليات.
عندما يتم تفسير الإشارة الناتجة من قبل عامل بشري، كما هو الحال في أنظمة الرادار، يمكن استخدام الحد الأدنى من الإشارة ذات الصلة. وهذا يشمل عوامل إضافية مثل الفوضى وعمر الإشارة على شاشة الرادار. في حالة وجود إشارة يمكن اكتشافها للتو ، قد تكون اللمحة الناتجة على شاشة الرادار صغيرة جدًا أو عابرة جدًا بحيث لا يمكن التعرف عليها. اعتمادًا على التأثيرات التي يتم أخذها في الاعتبار، يمكن استخدام الحد الأدنى للإشارة المرئية للنظر فقط فيما إذا كانت الإشارة قد تكون مرئية على الشاشة ، مع تجاهل التأثيرات الأخرى مثل الفوضى.